# Харут-Руд
Харут-Руд (устар. Адраска́н, устар. Харутру́д) — река в северо-западной части Афганистана, протекающая по территории провинций Герат и Фарах. Впадает в озеро Сабари.
Длина — 437 км, по прямой — 378 км, коэффициент извилистости — 1,16 %, сумма длин русловых образований 1207 км. Площадь водосбора — 20500 км². Высота истока — 3000 м, устья — 475 м. Средний уклон — 0,58 %, в верхнем течении — 1,15 %, в среднем — 0,38 %, в нижнем — 0,19 %. Средневзвешенная высота водосбора — 2040 м.
В верхнем течении река имеет компактное русло и протекает по сравнительно узкой скалистой долине, представляя собой типичную горную реку. Ниже села Адраскан, река течёт через распаханное Шенданское плато, ниже которого вновь течет по холмистой территории. Выше гидрологического поста «Анардары» выходит из ущелья и протекает по широкой пустыне. Местами встречаются отдельные холмистые образования.